# Rio Bârsău (Satulung)
O Rio Bârsău é um rio da Romênia afluente do Rio Someş, localizado no distrito de Maramureş.